# Херсонська губернія
46°38′00″ пн. ш. 32°36′00″ сх. д. / 46.633333333333° пн. ш. 32.6° сх. д.
Херсонська губернія — губернія на півдні європейської частини Російської імперії від 1802 до 1921 року (до 1802 року Миколаївська) на території сучасних України і Молдови. Адміністративний центр — місто Херсон.
Губернія простягалася зі сходу на захід на 367 верст та із півночі на південь на 271 версту, між 46°04′37″ пн. ш. 29°01′30″ сх. д. / 46.077° пн. ш. 29.025° сх. д. та 49°06′11″ пн. ш. 34°10′34″ сх. д. / 49.103° пн. ш. 34.176° сх. д.
Межувала на півночі з Полтавською, Київською і Подільською губерніями, на півдні губернія омивалась водами Чорного моря, та Дніпра та межувала з Таврійською губернією, на сході — з Таврійською і Катеринославською губерніями, на заході її кордон пролягав річкою Дністер з Бессарабською губернією. За площею займала 16-те місце серед інших губерній імперії — близько 63 209 кв. в.
Найбільші міста: Одеса (Одеське градоначальництво), Херсон, Миколаїв (Миколаївське градоначальництво).

## Населення

Частка українськомовного населення в повітах Херсонської губернії за даними перепису населення 1897 року

Губернія мала населення близько 245 000 осіб в 1812 році; 893 000 осіб в 1851 році; 1 330 000 осіб в 1863 році; 2 027 000 осіб в 1885 році; 2 733 612 осіб в 1897 році; 3 215 700 осіб в 1905 році і 3 744 600 осіб в 1914 році.
В 1850 населення складалося з: українців (68-75 %), румунів (8-11 %), росіян (3-7 %), євреїв (6 %), німців (4 %), болгар (2 %), а також поляків, греків і циган.

Населення губернії на початку ХХ ст. сягало понад 3 млн чоловік. Більшість населення становили українці, жили також росіяни, євреї (в містах), молдовани, німці, поляки, болгари і представники інших національностей.
| Повіт                   | Населення | українська | російська | єврейська | румунська | німецька | польська | болгарська | білоруська | грецька | татарська | вірменська | циганська |
| ----------------------- | --------- | ---------- | --------- | --------- | --------- | -------- | -------- | ---------- | ---------- | ------- | --------- | ---------- | --------- |
| Херсонський повіт       | 587 804   | 323 627    | 144 623   | 69 674    | 4 953     | 20 290   | 5 152    | 3 575      | 12 558     | 295     | 1 057     | 141        | 235       |
| Олександрійський повіт  | 416 576   | 354 456    | 39 072    | 15 322    | 2 721     | 1 356    | 966      | 6          | 2 354      | 26      | 69        | 4          | 120       |
| Ананьївський повіт      | 265 762   | 164 887    | 29 160    | 22 129    | 35 833    | 10 177   | 1 782    | 405        | 221        | 187     | 9         | 22         | 453       |
| Єлисаветградський повіт | 613 283   | 405 546    | 93 381    | 57 581    | 36 819    | 5 445    | 2 620    | 4 608      | 5 842      | 148     | 363       | 23         | 433       |
| Одеський повіт          | 610 042   | 133 474    | 228 436   | 134 020   | 7 138     | 62 658   | 18 467   | 8 290      | 1 631      | 7 535   | 1 516     | 1 405      | 169       |
| Тираспольський повіт    | 240 145   | 80 049     | 40 703    | 23 811    | 59 754    | 23 527   | 1 907    | 8 801      | 352        | 106     | 138       | 475        | 261       |
| Загалом                 | 2 733 612 | 1 462 039  | 575 375   | 322 537   | 147 218   | 123 453  | 30 894   | 25 685     | 22 958     | 8 297   | 3 152     | 2 070      | 1 671     |
| Загалом, %              | 100,0 %   | 53,5 %     | 21,0 %    | 11,8 %    | 5,4 %     | 4,5 %    | 1,1 %    | 0,9 %      | 0,8 %      | 0,3 %   | 0,1 %     | 0,1 %      | 0,1 %     |

| Місто           | Українська | Російська | Їдиш   | Польська | Молдовська | Інша  |
| --------------- | ---------- | --------- | ------ | -------- | ---------- | ----- |
| Херсон          | 19.6 %     | 47.2 %    | 29.1 % | 1.7 %    | 0.1 %      | 2.3 % |
| Берислав        | 72.9 %     | 4.3 %     | 21.7 % | 0.3 %    |            | 0.8 % |
| Миколаїв        | 8.5 %      | 66.3 %    | 19.5 % | 2.8 %    | 0.1 %      | 2.8 % |
| Олександрія     | 54.7 %     | 16.9 %    | 26.3 % | 1.2 %    | 0.1 %      | 0.8 % |
| Новогеоргіївськ | 29.1 %     | 57.2 %    | 12.3 % | 0.7 %    |            | 0.7 % |
| Ананьїв         | 43.2 %     | 8.6 %     | 21.1 % | 1.5 %    | 25.0 %     | 0.6 % |
| Єлисаветград    | 23.6 %     | 34.6 %    | 37.8 % | 1.9 %    |            | 2.1 % |
| Бобринець       | 66.7 %     | 5.9 %     | 24.4 % | 0.3 %    | 2.4 %      | 0.3 % |
| Вознесенськ     | 35.8 %     | 16.4 %    | 37.3 % | 0.9 %    | 7.9 %      | 1.7 % |
| Новомиргород    | 6.1 %      | 75.0 %    | 17.3 % | 1.1 %    | 0.1 %      | 0.4 % |
| Ольвіополь      | 73.0 %     | 3.9 %     | 21.5 % | 0.4 %    | 0.1 %      | 1.1 % |
| Одеса           | 9.4 %      | 49.1 %    | 30.8 % | 4.3 %    | 0.1 %      | 6.3 % |
| Маяки           | 20.6 %     | 62.6 %    | 14.1 % | 0.8 %    | 0.3 %      | 1.6 % |
| Овідіополь      | 53.7 %     | 38.5 %    | 7.5 %  | 0.1 %    | 0.1 %      | 0.1 % |
| Очаків          | 48.2 %     | 32.5 %    | 13.3 % | 4.0 %    | 0.1 %      | 1.9 % |
| Тирасполь       | 11.7 %     | 44.3 %    | 27.1 % | 3.2 %    | 11.4 %     | 2.3 % |
| Григоріополь    | 9.3 %      | 24.1 %    | 10.9 % | 0.3 %    | 49.2 %     | 6.2 % |
| Дубоссари       | 23.5 %     | 3.3 %     | 44.1 % | 0.4 %    | 28.0 %     | 0.7 % |
| По губернії     | 17.2 %     | 45.0 %    | 28.4 % | 3.1 %    | 2.2 %      | 4.1 % |

## Природа

### Рельєф
Поверхня — рівна, степова, з невеликими горбами, що продовжують так зване Авратинське нагір'я, розділяється р. Буг, у південно-східному напрямку, на дві неоднакові частини: східну, велику, і західну, меншу. Обидві частини мали нахил до р. Буг та, крім того, із півночі на південь. Найвищий пункт губернії був біля села Гидерим (Ананьївського повіту, 890 фт. над рівнем моря), південна частина губернії спускалася до моря.

### Корисні копалини
З мінеральних багатств зустрічалися: граніти, жорновий пісковик, раковисті вапняки, вогнетривкі і фарбувальні глини, аспідний і точильний сланець, графіт, марганець, мідна руда, торф і особливо багато залізної руди в районі Кривого Рогу, а також сіль в південних частини губернії, іноді попадався бурштин.

### Ґрунти
Корінними породами в північній частині губернії були граніти, що оголювались з-під делювіального шару на берегах річок і кам'янистому їх дні (кам'янки, каменоватки, ташлики); у південній частині — вапняки міоценового ярусу третинної формації.
Підґрунтям був лес і червоно- і жовто-бура намивна глина. Ґрунт — чорнозем. На берегах річок чорнозем бурішого кольору; біля берегів Чорного моря попадалися солонці і піски.

### Води
Чорне море омивало губернію впродовж 117 верст. Озера губернії: прісноводі, такі, що залишалися після розливу річок, і солоні, або лимани. Перші, в долинах річок, створюючих болотисті плавні другі — біля берегів Чорного моря, що походять від наносів під час повені і що характеризуються пересипами, що відокремлюють їх від моря.
Територію губернії перетинали річки: Дніпро, Дністер, Південний Буг і ін.
Лимани: Дніпровський, Дністровський, Тілігульський, Хаджібейський.

### Клімат
Клімат помірно континентальний з нерівномірними опадами.

## Економіка

Будинок, де розміщувалась Херсонська народна губерніальна управа. 1918 р. (нині — вул. Гоголя, 1)

Більшість населення займалось землеробством. Вирощували пшеницю, овес, кукурудзу, займались садівництвом, вирощуванням бахчевих культур та тютюну, розведенням худоби (великої рогатої худоби, коней, овець, свиней).
Фабрики і заводи переважно борошномельні, чавуноливарні і механічні, бурякоцукрові. Найбільші були розташовані в Миколаєві та Одесі.
Рибальство було розвинене в Дніпровському лимані (білуга, осетер, севрюга, камбала і ін.) і в Дніпрі (тараня, чехоня, лящ).
Торгівля була зосереджена головним чином в Одесі.

## Санітарна організація
Одразу після введення в 1864 р. в Російській імперії земства як своєрідної форми місцевого самоврядування в Херсонській губернії почала створюватись унікальна система медичної допомоги сільському населенню. Виникла перша в Україні Херсонська земська організація. Протягом більше ніж пів століття існування в губернії земської медицини вона посідала гідне місце в громадській медицині держави, була ініціатором і провідником багатьох передових форм і напрямів у медичній справі. Найвидатнішим здобутком херсонської земської медицини було утворення санітарної організації. Взявши з самого початку напрям максимального розширення лікарської допомоги, Херсонське земство вже у 1866 р. вийшло на перше місце в імперії за забезпеченням лікарями: всі 6 повітів мали земських лікарів (15 осіб). Нарівні з цим уже на ранньому етапі діяльності земської медичної організації місцеві лікарі дійшли висновку про недостатність тільки лікувальної допомоги і зрозуміли необхідність доповнення земської медицини санітарною частиною. Херсонська губернія раніше від інших зробила спробу започаткувати її. Наприкінці 60-х років Херсонське губернське земство з метою запобігання епідеміям постановило звернутися до повітових зборів і управ з проханням розглянути питання устрою санітарної справи в губернії та виробити надалі єдиний для всіх повітів санітарний кодекс. У 1871 р. губернське земство планувало запросити спеціального лікаря для ведення медико-статистичної роботи і організації протиепідемічних заходів.
Після наполегливих зусиль земських лікарів Херсонське земське зібрання у 1885 р. знову розглянуло питання про санітарну справу, визнало недостатність неорганізованої боротьби з епідеміями і, нарешті, остаточно висловило бажання дати земській медицині санітарно-протиепідемічний напрям. Для цього вирішили ввести в кожному повіті посади санітарного лікаря, зобов'язавши його проводити збір і опрацювання медико-статистичних і медико-топографічних відомостей, розробку протиепідемічних заходів.

## Адміністративний поділ

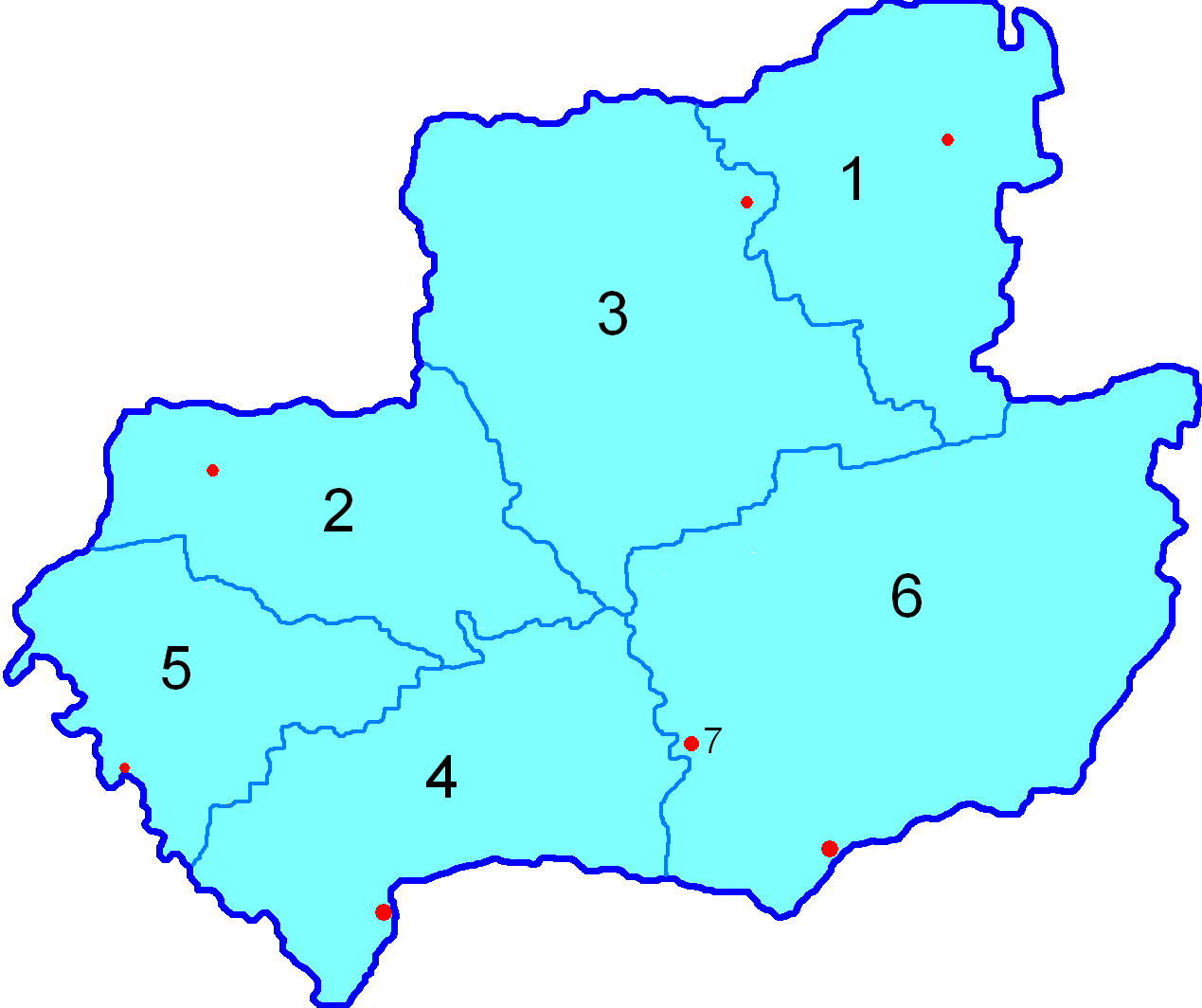
Адміністративний поділ Херсонської губернії

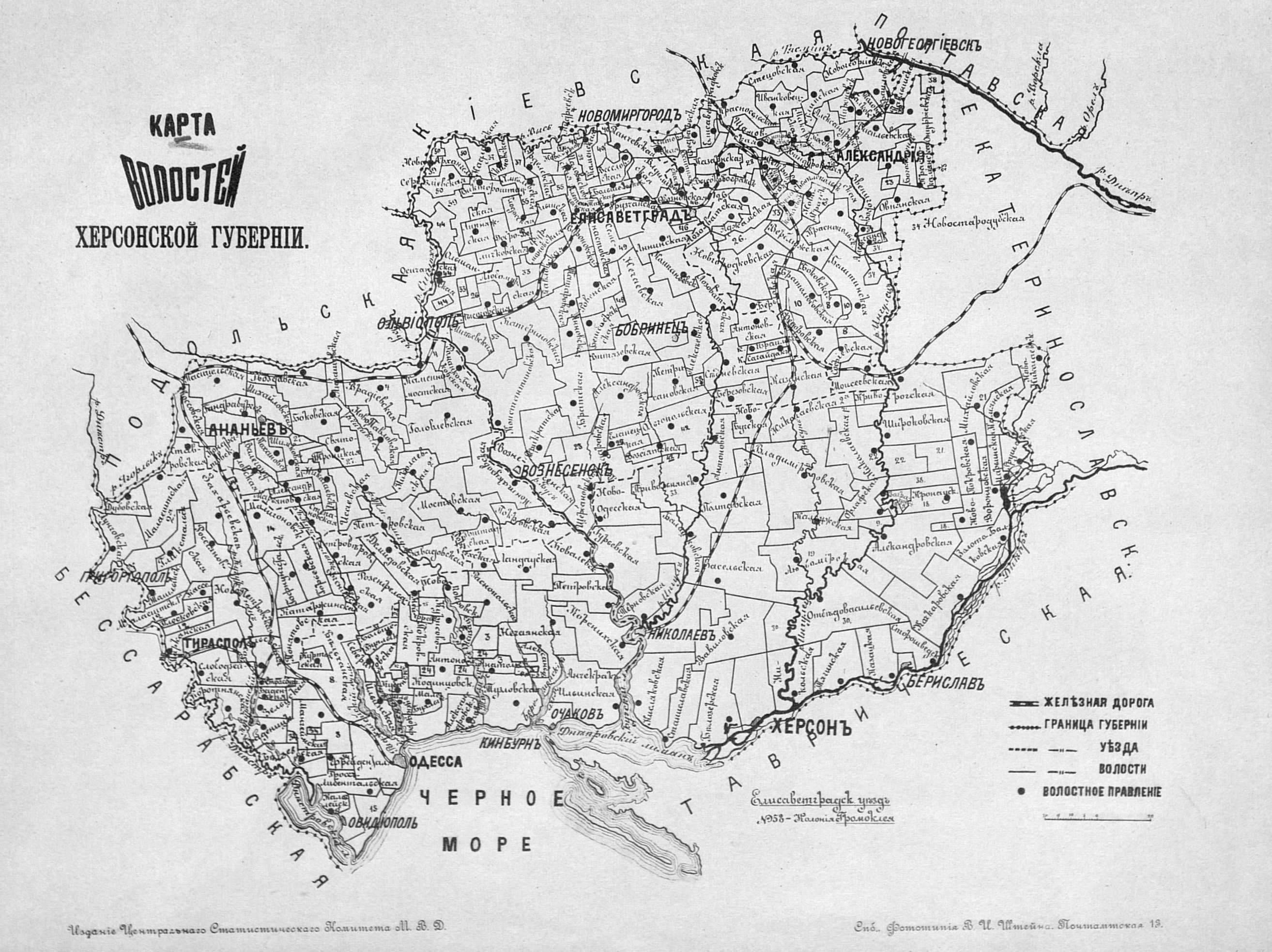
Волості Херсонської губернії 1890 р.

Спочатку губернія була розділена на чотири повіти: Єлисаветградський, Тираспольський, Ольвіопольський і Херсонський, з липня 1806 року на 5: Олександрійський, Єлисаветградський, Ольвіопольський, Тираспольський і Херсонський. У 1825 році з частин Херсонського і Тираспольського повітів було створено Одеський повіт. У 1828 році Ольвіопольський і Єлисаветградський повіти були скасовані і на їх основі створено Бобринецький повіт. У 1834 році Тираспольський повіт був розділений на дві частини і створений новий Ананьївський повіт. У 1865 році управління Бобринецького повіту перенесено до Єлисаветграда та повіт перейменовано в Єлисаветградський.
Станом на 1894 рік губернія поділялась на шість повітів. Площа губернії без урахування Одеського градоначальництва та Миколаївського військового губернаторства складала 61490 десятин2 (69976 км2). За площею серед європейських губерній Російської імперії посідала шістнадцяте місце (між Волинською та Тамбовською губерніями). Площа була зіставна з площами таких країн, як: Греція, Сербія, Швейцарія, Данія, Нідерланди та Бельгія.
Всього у губернії було 202 волості та 5493 населених пункти: 16 міст з 24 передмістями, 9 посад, 50 містечок, 395 сіл, 1632 присілки, 229 селищ, 131 німецька колонія, 21 єврейська колонія, 2377 хуторів, 580 економій, 3 монастирі, 34 залізничних станції, 16 поштових станцій.

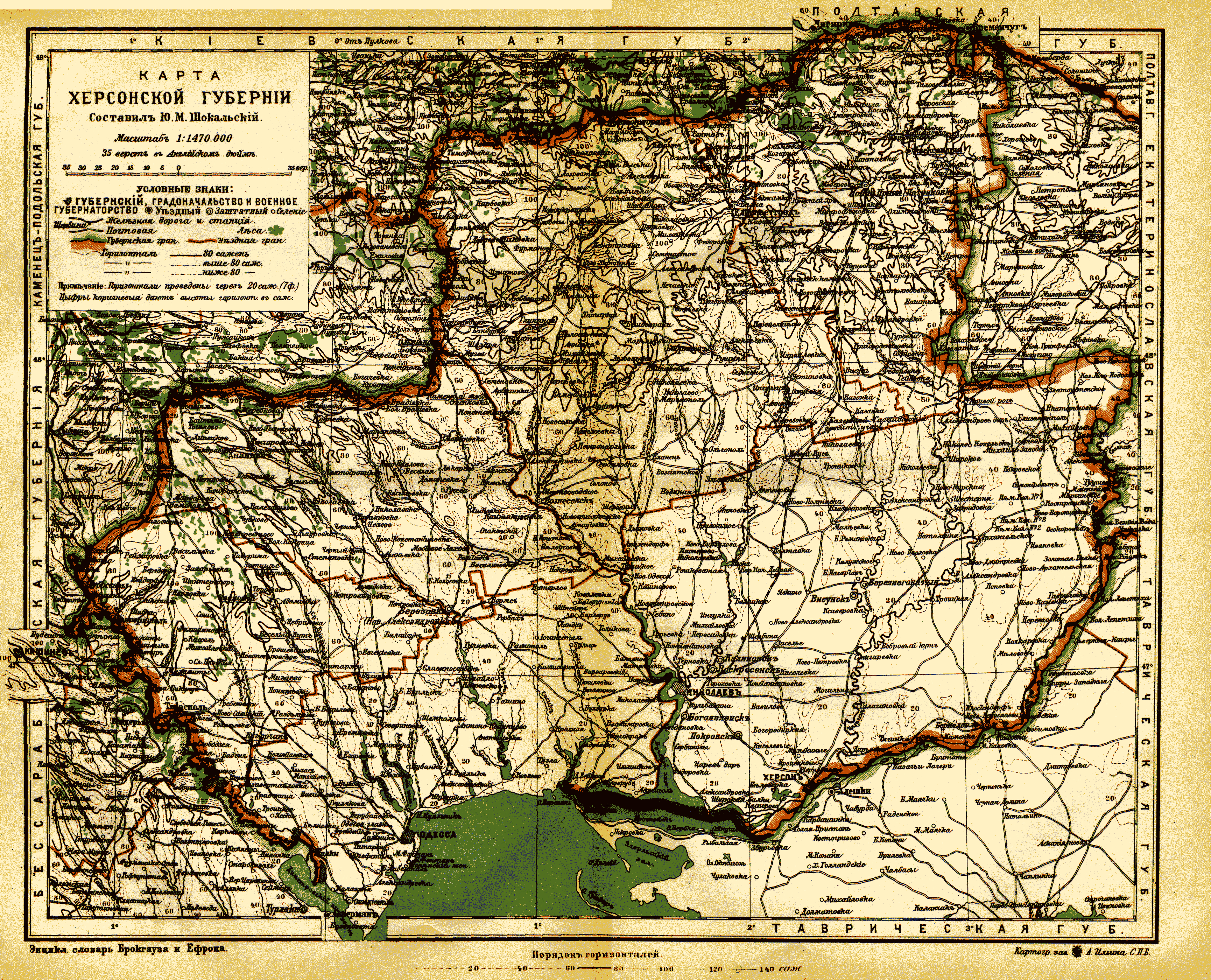
Карта Херсонської губернії (1897)

| №      | Назва повіту      | Площа, в² | Волостей | Міст | Посад | М‑чок | Сіл | Пр‑ків | Колонії | Колонії | Х‑рів | Економій | Станцій | Станцій         | Станцій  | Монастирів |
| №      | Назва повіту      | Площа, в² | Волостей | Міст | Посад | М‑чок | Сіл | Пр‑ків | нім.    | євр.    | Х‑рів | Економій | залізн. | конно- поштових | поштових | Монастирів |
| ------ | ----------------- | --------- | -------- | ---- | ----- | ----- | --- | ------ | ------- | ------- | ----- | -------- | ------- | --------------- | -------- | ---------- |
| 1      | Олександрійський  | 8 503     | 31       | 2    | 1     | 9     | 86  | 311    | 1       |         | 352   | 140      | 6       |                 |          | 1          |
| 2      | Ананьївський      | 7 958     | 27       | 1    |       | 10    | 52  | 256    | 13      |         | 359   | 38       | 6       |                 |          |            |
| 3      | Єлисаветградський | 13 783    | 49       | 5    | 2     | 9     | 99  | 511    | 4       | 3       | 633   | 216      | 7       | 1               | 2        |            |
| 4      | Одеський          | 8 304     | 34       | 3    |       | 6     | 37  | 158    | 44      |         | 270   | 27       | 4       | 4               | 1        |            |
| 5      | Тираспольський    | 6 293     | 23       | 3    |       | 7     | 50  | 206    | 21      |         | 238   | 7        | 8       |                 |          |            |
| 6      | Херсонський       | 16 649    | 38       | 2    | 6     | 9     | 71  | 190    | 48      | 18      | 525   | 152      | 3       | 6               | 2        | 2          |
| Всього | Всього            | 61 490    | 202      | 16   | 9     | 50    | 395 | 1632   | 131     | 21      | 2377  | 580      | 34      | 11              | 5        | 3          |

## Основні населені пункти
Згідно перепису 1897 року найбільшими населеними пунктами губернії були:
| №  | Назва міста     | Повіт             | Всього осіб | Українці | Українці | Росіяни | Росіяни | Євреї   | Євреї | Молдавани | Молдавани |
| №  | Назва міста     | Повіт             | Всього осіб | осіб     | у %      | осіб    | у %     | осіб    | у %   | осіб      | у %       |
| -- | --------------- | ----------------- | ----------- | -------- | -------- | ------- | ------- | ------- | ----- | --------- | --------- |
| 1  | Одеса           | Одеський          | 403 815     | 37 925   | 9.39     | 198 233 | 49.09   | 12 4511 | 30.83 | 488       | 0.12      |
| 2  | Миколаїв        | Херсонський       | 92 012      | 7 780    | 8.46     | 61 023  | 66.33   | 17 949  | 19.51 | 82        | 0.09      |
| 3  | Єлисаветград    | Єлисаветградський | 61 488      | 14 523   | 23.62    | 21 301  | 34.64   | 23 256  | 37.82 | 21        | 0.03      |
| 4  | Херсон          | Херсонський       | 59 076      | 11 591   | 19.62    | 27 902  | 47.21   | 17 162  | 29.04 | 85        | 0.14      |
| 5  | Тирасполь       | Тираспольський    | 31 616      | 3 708    | 11.73    | 14 013  | 44.32   | 8 568   | 27.1  | 3 611     | 11.42     |
| 6  | Ананьїв         | Анан'ївський      | 16 684      | 7205     | 43.2     | 1 434   | 8.6     | 3 514   | 21.07 | 4 174     | 25.0      |
| 7  | Вознесенськ     | Єлисаветградський | 15 748      | 5 644    | 35.84    | 2 583   | 16.4    | 5 879   | 37.33 | 1 243     | 7.89      |
| 8  | Бобринець       | Єлисаветградський | 14 281      | 9 529    | 66.73    | 837     | 5.86    | 3 464   | 24.26 | 346       | 2.42      |
| 9  | Олександрія     | Олександрійський  | 14 007      | 7 658    | 54.67    | 2 364   | 16.88   | 3 687   | 26.32 | 13        | 0.09      |
| 10 | Берислав        | Херсонський       | 12 149      | 8 852    | 72.86    | 524     | 4.31    | 2 639   | 21.72 | 3         | 0.02      |
| 11 | Дубоссари       | Тираспольський    | 12 089      | 2 841    | 23.5     | 395     | 3.27    | 5 326   | 44.06 | 3 383     | 27.98     |
| 12 | Новогеоргіївськ | Олександрійський  | 11 594      | 3 372    | 29.08    | 6 631   | 57.19   | 1 424   | 12.28 | 1         | 0.0       |
| 13 | Очаків          | Одеський          | 10 786      | 5 204    | 48.25    | 3 508   | 32.52   | 1 430   | 13.26 | 9         | 0.08      |
| 14 | Новомиргород    | Єлисаветградський | 9 364       | 5 72     | 6.11     | 7 025   | 75.02   | 1 617   | 17.27 | 5         | 0.05      |
| 15 | Григоріополь    | Тираспольський    | 7 605       | 707      | 9.3      | 1 832   | 24.09   | 832     | 10.94 | 3 740     | 49.18     |
| 16 | Ольвіополь      | Єлисаветградський | 6 884       | 5 022    | 72.95    | 271     | 3.94    | 1 480   | 21.5  | 10        | 0.15      |
| 17 | Овідіополь      | Одеський          | 5 187       | 2 785    | 53.69    | 1 997   | 38.5    | 387     | 7.46  | 6         | 0.12      |
| 18 | Маяки           | Одеський          | 4 575       | 944      | 20.63    | 2 865   | 62.62   | 644     | 14.08 | 15        | 0.33      |

## Керівництво губернії

### Губернатори (1803—1917)
| Ім'я                      | Роки перебування на посаді |
| ------------------------- | -------------------------- |
| Олексій Окулов            | 1803—1805                  |
| Кирило Гладкий            | 1805—1808                  |
| Петро Мещерський          | 1808—1809                  |
| Григорій Рахманов         | 1809—1816                  |
| Карл Сен-Прі              | 1816—1821                  |
| Август Комстадіус         | 1821—1828                  |
| Павло Могилевський        | 1828—1830                  |
| Яків Ганскау              | 1831—1837                  |
| Віктор Рославець          | 1837—1839                  |
| Володимир Пестель         | 1839—1845                  |
| Віктор Рославець (вдруге) | 1845—1848                  |
| Кирило Оленич-Гнененко    | 1848—1851                  |
| Михайло Ільїнський        | 1851—1854                  |
| Теофіл Панкратьєв         | 1854—1859                  |
| Олександр Башмаков        | 1859—1861                  |
| Павло Клушин              | 1861—1868                  |
| Сократ Старинкевич        | 1868—1871                  |
| Микола Абаза              | 1871—1874                  |
| Олександр Ерделі          | 1874—1890                  |
| Сергій Олів               | 1890—1893                  |
| Михайло Веселкін          | 1893—1897                  |
| Іван Оболенський          | 1897—1902                  |
| Володимир Левашов         | 1902—1905                  |
| Михайло Малаєв            | 1905—1908                  |
| Федір Бантиш              | 1908—1911                  |
| Микола Гревеніц           | 1911—1915                  |
| Віталій Ветчинин          | 1915—1917                  |

### Предводителі дворянства
- Акацатов Микола Юрійович (1803—1806)
- Козлов Федір Федорович (1806—1809)
- Шкляревич Ілля Опанасович (1809—1811)
- Чорба Петро Федорович (1811—1814)
- Томас Кобле (?—?)[5]

## Херсонщина у 1917—1920 роках

### Воєнно-політичні події
Після Лютневої революції 1917 р. в Російській імперії царська влада на місцях була повалена. Почався різноманітний демократичний рух. Українці становили більшість населення губернії, але національна свідомість їх, як у всій підросійській Україні була низькою. Почалось відродження українських шкіл, просвіт, українських партій, заборонених владою Росії з початком 1-ї світової війни. Також значне єврейське, російське, німецьке, молдавське та інше населення мало свої культурні та політичні інтереси і свої організації. В Одесі виникла Українська рада на чолі з Іваном Луценком, яка займалась зокрема створенням українських військових частин.
Згідно з III Універсалом УЦР губернія увійшла до складу УНР. Губернським комісаром був Г. В. Няньчур. Але в січні — лютому 1918 р. більша частина її була захоплена російськими більшовиками. Так 17(30) січня після боів з українськими військами була захоплена Одеса, 18 (31) січня — Херсон, 23 січня (5 лютого н.ст.) — Миколаїв, 29 січня (11 лютого н.ст.) — Єлисаветград. У березні — квітні 1918 р. об'єднані війська УНР Німеччини і Австро-Угорщини вигнали більшовиків і відновили владу УНР. У березні-травні 1918 р. краєвим комісаром Херсонщини Таврії і Катеринослащини від УНР був Семен Коморний. Після гетьманського перевороту 29-30 квітня 1918 р. на зміну УНР прийшла УД.
Губернія мала бути складеною з 9 повітів: вже існуючі 6 повітів з планованими долучити 3 повітів з Бесарабської губернії: Бендерський повіт, Аккерманський повіт, Ізмаїльський повіт.

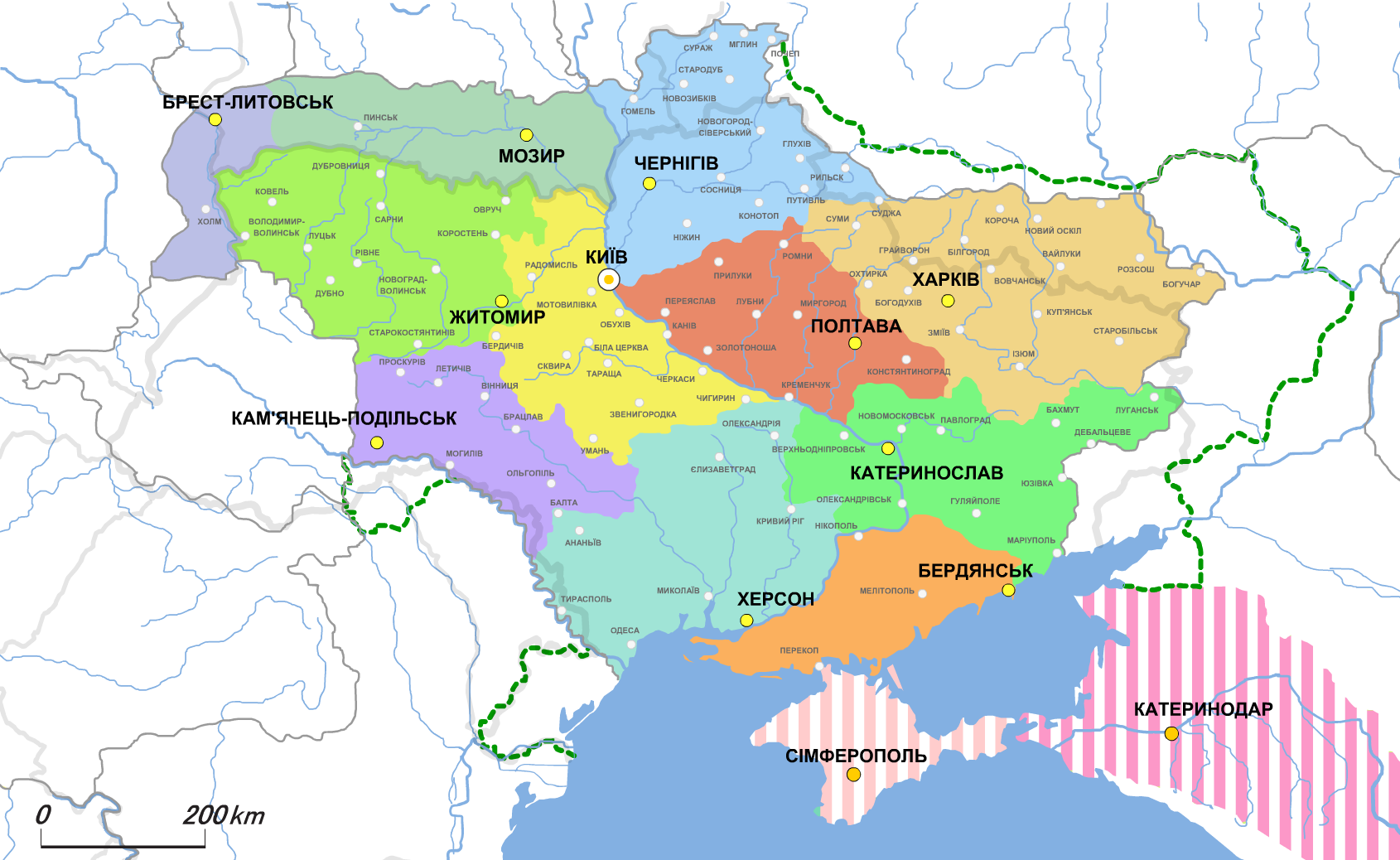
Адміністративно-територіальний устрій Української Держави
Херсонська губернія

Губернським старостою (губернатором) Херсонщини за Скоропадського був Семен Пищевич. Після повалення влади Скоропадського за Директорії УНР губернським комісаром(губернатором) був у грудні 1918 — березні 1919 Іван Луценко. В цей час у північній частині Херсонщини великий вплив здобув отаман Григор'єв, який спочатку був у складі військ УНР, але на початку лютого 1919 р. перейшов на бік Радянської Росії. Саме його частини відіграли основну роль у захопленні більшовиками території губернії у лютому-квітні 1919 р.
У травні 1919 р. північну і східну частини губернії охопило Григор'ївське повстання що супроводжувалось жорстокими єврейськими погромами і було придушене військами Радянської Росії. У травні влада РСФСР розділила Херсонщину на дві губернії — Одеську і Херсонську. Але у серпні 1919 під час наступу військ російських білогвардійців Денікіна губернія перейшла під їх владу і була відновлена в старих межах. Лише деякі північно-західні райони на початку вересня 1919 були зайняті військами УНР (м.Бірзула). Військову адміністрацію білогвардійців на Херсонщині очолював губернатор Володимир Вейль.
Розподіл Херсонської губернії був підтверджений спеціальною постановою ВсеУкрРевКому від 28 січня 1920 р. Центром Херсонської губернії був Миколаїв. 16 квітня 1920 року була утворена нова Херсонська губернія з частини Херсонської губернії.
В січні-лютому 1920 р. війська РСФСР розбили денікінців і зайняли територію губернії.
6 січня 1921 року Херсонську губернію перейменували на Миколаївську.
21 жовтня 1922 року Миколаївська губернія ввійшла до Одеської губернії.

### Керівники губернії в 1917—1920 роках

#### Голови губернського революційного комітету і губернського виконавчого комітету
- Мельниченко П. (1917—1917)
- Кириченко Степан Дмитрович (.12.1917—1918)
- Скляр Йосип Самсонович (.02.1918—.03.1918)
- Любецький П.М. (.04.1919—1919)
- Соколов Пилип Львович (1.02.1920—28.02.1920)
- Залуцький Петро Антонович (28.02.1920—.04.1920)

#### Голови губернського комітетуКП(б)У
- Генкін Яків Михайлович (.03.1919—.04.1919)
- Костюков М. (.04.1919—1919)
- Борисов (.01.1920—9.02.1920)
- Крижановський Станіслав Станіславович (10.02.1920—.04.1920)

## Персоналії
- Алмазов Олекса, генерал-хорунжий Армії УНР.
- Верещагін Леонід Федорович, фізик (СРСР), академік АН СРСР (1966; член-кореспондент 1960).
- Гавриленко Володимир Никифорович, український письменник.
- Дараган Юрій Юрійович, сотник Армії УНР, український поет та літератор.
- Єфим Голишев, письменник та композитор.
- Кедровський Володимир Іванович, державний і політичний діяч, публіцист, полковник Армії УНР.
- Кравець Йосип Наумович, український філософ.
- Мірча Іонеску-Квінтус, румунський політик, Міністр юстиції
- Мишаків Михайло Васильович, полковник Армії УНР.
- Моше Шарет, прем'єр-міністр Ізраїлю (1953—5). Депутат Кнесету (1949—1965).
- Назаренко Павло, хорунжий Армії УНР.
- Лавреньов Борис Андрійович, російський письменник.
- Перехрестів Микола Пилипович, старшина Дієвої армії УНР.
- Пономаренко Євген Порфирович, український актор.
- Сталь Герман Фердинандович, генерал-хорунжий Армії УНР.
- Сухоцький Іван Іванович, підполковник Армії УНР.
- Трилицький Павло Сілаунович, полковник Армії УНР.
- Тараненко Микола Іванович, курінний Українське козацтво.